# 四之宮 (平塚市)
四之宮（しのみや）は、神奈川県平塚市に存在する地名。大野地区の内の一つの地名。現行行政地名は大字四之宮と四之宮一丁目から四之宮七丁目。住居表示は、丁目の区域のみ実施済み。

## 地理
四之宮は平塚市の北東側、平塚駅北口からやや北東に向かった場所に存在し、相模川に接する。当町の真ん中に国道129号が南北に通る。各丁の位置としては概ねその国道を境に、西側に一丁目と二丁目、東側に三丁目から七丁目であるが、特に六・七丁目付近は他丁より少し北寄りに位置する（一番北寄りが七丁目である）。また大字四之宮は相模川寄りに位置する。当町の周辺は、一・二丁目側の南に西八幡、三丁目側の南に東八幡、西に西真土や東真土、北に田村と同市の他の町丁と接しており、大字四之宮の東は相模川を挟んで高座郡寒川町である。

## 地価
住宅地の地価は、2023年（令和5年）7月1日の公示地価によれば、四之宮6-11-6の地点で12万9000円/m2となっている。

## 歴史
- 1956年（昭和31年）9月30日 - 大字四之宮を設置。
- 2001年（平成13年）2月5日 - 四之宮一丁目～四之宮七丁目が、大字四之宮の一部から住居表示実施。
- 2024年（令和6年）8月30日 - 台風10号接近に伴い集中豪雨。四之宮三丁目、四丁目、五丁目、七丁目に警戒レベル4の避難指示（内水氾濫）が発令[8]。

（平塚市#地域も参照）

## 世帯数と人口
2023年（令和5年）9月1日現在（平塚市発表）の世帯数と人口は以下の通りである。なお、大字四之宮については、不明または秘匿のため、省略とする。
| 丁目         | 世帯数    | 人口     |
| ------------ | --------- | -------- |
| 四之宮一丁目 | 1,106世帯 | 2,537人  |
| 四之宮二丁目 | 1,150世帯 | 2,507人  |
| 四之宮三丁目 | 826世帯   | 1,777人  |
| 四之宮四丁目 | 542世帯   | 1,241人  |
| 四之宮五丁目 | 671世帯   | 1,534人  |
| 四之宮六丁目 | 670世帯   | 1,592人  |
| 四之宮七丁目 | 335世帯   | 674人    |
| 計           | 5,300世帯 | 11,862人 |

### 人口の変遷
国勢調査による人口の推移。
| 年                 | 人口   |
| ------------------ | ------ |
| 1995年（平成7年）  | 9,247  |
| 2000年（平成12年） | 9,327  |
| 2005年（平成17年） | 11,401 |
| 2010年（平成22年） | 11,536 |
| 2015年（平成27年） | 11,688 |
| 2020年（令和2年）  | 11,889 |

### 世帯数の変遷
国勢調査による世帯数の推移。
| 年                 | 世帯数 |
| ------------------ | ------ |
| 1995年（平成7年）  | 3,249  |
| 2000年（平成12年） | 3,438  |
| 2005年（平成17年） | 4,512  |
| 2010年（平成22年） | 4,694  |
| 2015年（平成27年） | 4,873  |
| 2020年（令和2年）  | 5,129  |

## 学区
市立小・中学校に通う場合、学区は以下の通りとなる（2018年2月時点）。
| 丁目         | 番地 | 小学校             | 中学校             |
| ------------ | ---- | ------------------ | ------------------ |
| 四之宮一丁目 | 全域 | 平塚市立大野小学校 | 平塚市立神明中学校 |
| 四之宮二丁目 | 全域 | 平塚市立大野小学校 | 平塚市立神明中学校 |
| 四之宮三丁目 | 全域 | 平塚市立大野小学校 | 平塚市立神明中学校 |
| 四之宮四丁目 | 全域 | 平塚市立大野小学校 | 平塚市立神明中学校 |
| 四之宮五丁目 | 全域 | 平塚市立大野小学校 | 平塚市立神明中学校 |
| 四之宮六丁目 | 全域 | 平塚市立大野小学校 | 平塚市立神明中学校 |
| 四之宮七丁目 | 全域 | 平塚市立神田小学校 | 平塚市立神田中学校 |

## 事業所
2021年（令和3年）現在の経済センサス調査による事業所数と従業員数は以下の通りである。
| 大字・丁目   | 事業所数  | 従業員数 |
| ------------ | --------- | -------- |
| 四之宮       | 1事業所   | 5人      |
| 四之宮一丁目 | 102事業所 | 2,726人  |
| 四之宮二丁目 | 157事業所 | 1,744人  |
| 四之宮三丁目 | 88事業所  | 1,820人  |
| 四之宮四丁目 | 54事業所  | 760人    |
| 四之宮五丁目 | 89事業所  | 695人    |
| 四之宮六丁目 | 76事業所  | 686人    |
| 四之宮七丁目 | 49事業所  | 940人    |
| 計           | 616事業所 | 9,376人  |

### 事業者数の変遷
経済センサスによる事業所数の推移。
| 年                 | 事業者数 |
| ------------------ | -------- |
| 2016年（平成28年） | 609      |
| 2021年（令和3年）  | 616      |

### 従業員数の変遷
経済センサスによる従業員数の推移。
| 年                 | 従業員数 |
| ------------------ | -------- |
| 2016年（平成28年） | 9,016    |
| 2021年（令和3年）  | 9,376    |

## 周辺の交通
- 道路について、
  - 国道129号は南北に貫き、当町の二丁目と三丁目の境から、五丁目と六丁目の境（その両間に東真土二丁目を跨ぐ）、七丁目と西隣の田村の境をそれぞれ貫いている。
  - 神奈川県道44号伊勢原藤沢線は東西に貫き、当町の三丁目と四丁目の境から、三丁目と五丁目の境をそれぞれ貫いている。
- バス路線は神奈川中央交通（神奈中バス）が、当町を通る上記の国道129号などを経由しながら、主に平塚駅（北口）発着を中心に北方面は本厚木駅（小田急小田原線）など、各方面へ結んでいる。
- 鉄道路線はJR東日本東海道線の平塚駅が最寄りだが当町からは少し距離があるため、神奈中バスを利用して行くことができる。また本厚木駅へ、平塚駅よりは距離が遠いが同じく神奈中バスで移動することができる。

## 周辺の施設や名所
- 平塚市立神明中学校（一丁目）
- 平塚四之宮郵便局（三丁目）
- 真言宗大師派大本山 圓通山不動院高林寺（三丁目）[18]
- 四之宮ふれあい広場（四丁目）
- さきとり幼稚園（四丁目）
- 前鳥神社（四丁目）
- 浄土宗 見光山眼性院大念寺（五丁目）
- 相模国府推定地 - 四之宮地内の稲荷前A遺跡で「国厨」と記した土師器が発見され[19]、湘南新道建設事業に伴う発掘調査でも、六ノ域遺跡・坪ノ内遺跡から脇殿と見られる8世紀前葉の掘立柱建物が検出されたため[20]、古代の相模国府が四之宮にあった可能性が有力化している[21][22]。

## その他

### 日本郵便
- 郵便番号 : 254-0014[3]（集配局 : 平塚郵便局[23]）。